# 牛稠底
牛稠底，是臺灣嘉義縣義竹鄉的一個傳統地域名稱，位於該鄉南部，約在東南側邊界地帶的南半段中間。相較於今日行政區，其範圍大致為新富村東南半部不含該部分的北端及南端。

## 歷史
台灣日治初期，牛稠底地區為一街庄，稱為「牛稠底庄」，隸屬於龍蛟潭堡。該庄西北與新店庄為鄰，東北與頭竹圍庄為鄰，東南邊隔八掌溪與下中庄為界，西南邊為牛稠底庄，西邊為過路仔庄。
1901年（日治明治三十四年）11月，全台廢縣廳改設二十廳，該庄隸屬於鹽水港廳。1903年（明治三十六年）6月，該庄編入「東後藔區」，隸屬於鹽水港廳。1909年（明治四十二年）10月，合併二十廳為十二廳，東後藔區改隸屬於嘉義廳。1920年（大正九年），全台地方制度大改正，廢十二廳改設五州二廳，該庄改制為「牛稠底」大字，隸屬於臺南州東石郡義竹庄。
戰後義竹庄改制為義竹鄉，隸屬於臺南縣，大字亦改制為村。1950年10月，雲、嘉、南分治，義竹鄉改隸屬嘉義縣。

## 聚落
本地區發展較早的聚落為牛稠底，在日治期初期的官方地圖上已有記載。

## 交通
縣道163號是嘉義市市區至嘉義縣布袋鎮好美里的道路，經過本地區西部。由該道路東北行可前往義竹鄕義竹市區、鹿草鄉、水上鄉、嘉義市西區，並止於縣道159號路口；西南行可前往布袋鎮，並止於好美里。
鄉道嘉27線是安溪寮至牛稠底的道路。

## 學校
- 過路國小新富分校（已廢校）